# 元暹
元暹（5世紀—538年8月1日），字叔照，河南郡洛阳县（今河南省洛阳市东）人，追尊魏景穆帝拓跋晃曾孙，夏州刺史、卫尉卿、西河康王元太兴之子，北魏宗室、官员。

## 生平
元暹在魏孝庄帝元子攸初年担任南兗州刺史，在州中凶猛暴虐，杀人很多。元颢攻入洛阳后，元暹占据南兖州州城不归附元颢。魏孝庄帝回宫后，于永安二年七月己卯（529年7月26日）封元暹为汝阳王。元暹之后转任调任秦州刺史，此前秦州城内百姓屡次反叛，元暹将他们全部诛杀，幸存者只有十之一二。普泰元年（531年），元暹担任凉州刺史，贪婪暴烈没有极限，想要谋取库府官员和胡商富人的财物，假称一个尚书台的符命，诓骗一些富豪说要加以赏赐，一时之间加以杀戮，将他们的所有资产奴仆都归于自己名下。永熙三年，魏孝武帝认为济州是要冲之地，想要让心腹大臣掌握，就暗中诏令御史构陷高欢的党羽济州刺史蔡俊，任命元暹为济州刺史。高欢上言说：“蔡俊功勋卓著，不可以解除他的职务剥夺他的权力，汝阳王德行美好，应该管辖大州，臣的弟弟高琛现任定州刺史，应该为贤能的人让路。”魏孝武帝不听。六月丁卯（534年7月12日），魏孝武帝元修命令元暹镇守石济，防备高欢。魏孝武帝元修西入关中后，清河王元亶秉承皇帝旨意而便宜行事，任命元暹为齐州刺史，元暹停留在齐州城西，原任齐州刺史侯渊占据州城，不按时接纳元暹。城民刘桃符等人悄悄引着元暹进入占据了西城，侯渊争夺城门不成功，率领起兵出城逃走，妻儿及部曲为元暹俘虏。侯渊行进到广里，遇到清河王元亶任命侯渊代理青州刺史，高欢又给侯渊写信说：“卿不要因为部曲人马少，就难以向东前进。齐人风气浅薄，唯利是图，齐州城民尚且能接受汝阳王，青州百姓岂能不欢迎呢你？尽力去做吧。”侯渊这才回去，元暹开始送还侯渊的部曲。
天平三年十二月丁丑（537年1月7日），高欢从晋阳讨伐西魏，派遣兼仆射行台元暹和司徒高昂进攻上洛郡。天平四年（537年）正月丁巳（537年2月16日），元暹担任侍中、录尚书事。元象元年六月戊申（538年8月1日），元暹去世，朝廷赠予太师、录尚书，谥号文献。

## 家庭

### 兄弟
- 元昴，北魏青州刺史、西河穆王
- 元仲景，西魏豳州刺史、顺阳王

### 子女
- 元賥，东魏散骑侍郎、汝阳王[23]
- 元安，嫁骠骑将军、荆州刺史贺拔胜，西魏封乐安公主，北周封章武郡君，追赠顿丘国夫人[24]